# Germarostes hamiger
Germarostes hamiger är en skalbaggsart som beskrevs av Ohaus 1911. Germarostes hamiger ingår i släktet Germarostes och familjen Hybosoridae. Inga underarter finns listade i Catalogue of Life.